# Mircea Vodă (Brăila)
Mircea Vodă è un comune della Romania di 3 498 abitanti, ubicato nel distretto di Brăila, nella regione storica della Muntenia.
Il comune è formato dall'unione di 2 villaggi: Dedulești e Mircea Vodă.